# فالنتين شيندلر
فالنتين شيندلر (بالألمانية: Valentin Schindler)‏ هو معجمي وكاتب ألماني، ولد في 14 فبراير 1543، وتوفي في 11 يونيو 1604 في هلمشتيت في ألمانيا.